# La Barquilla (Cáceres)
La Barquilla es un núcleo de población del municipio de Talayuela, en la provincia de Cáceres, comunidad autónoma de Extremadura (España). Se encuentra en la ribera del río Tiétar. Sus habitantes se dedican exclusivamente a las faenas agrícolas. Es zona de regadío.

## Demografía
En el año 1981 contaba con 50 habitantes, pasando a 325 en 2016, de los cuales 224 están concentrados en el núcleo de población y 101 están diseminados.